# HD 167979
HD 167979，又名CD-2512995，SAO 186629、HR 6846，是一颗恒星，视星等为6.51，位于銀經6.53，銀緯-4.75，其B1900.0坐标为赤經18h 12m 30.4s，赤緯-25° -4.75′ 30″。